# Klausmann Viktor
Klausmann Viktor (Budapest, 1966. február 10. –) magyar újságíró, műsorvezető, főiskolai oktató, üzletember, sportszervező.

## Élete
Édesanyja történelem- testnevelés, édesapja biológia-kémia szakos középiskolai tanár. Gimnáziumi tanulmányait az aszódi Petőfi Sándor Gimnáziumban végezte 1980–1984 között. 1985–1990 között a Janus Pannonius Tudományegyetem Állam- és Jogtudományi Karának hallgatója volt Pécsett.
1988–1989 között a Dunántúli Naplónál dolgozott. 1989–1990 között A Helyzet Lapkiadó Kft. újságírója volt. 1990 óta szabadfoglalkozású újságíró.
2006-2009 között az ELTE Tanító- és Óvóképző Karának óraadó tanára. 2006-tól a Bulvár Sport főszerkesztője, valamint az Advertum Kft. kommunikációs szóvivője.
A 2019-es önkormányzati választáson indult Gyöngyös polgármesteri posztjáért a Városom, szeretlek Egyesület–FIDESZ–KDNP jelöltjeként, de 43,2%-os szavazataránya nem volt elegendő a mandátumhoz.

### Az üzleti életben
1993-tól a Santa-Klaus Kft. ügyvezető igazgatója. Négy évvel később a Kele és Klausmann Rt. elnöke és társtulajdonosa lett. 2000–2002 között a Dominus Invest Rt. vezérigazgatója illetve társtulajdonosa volt. 2005 óta a Lázár-testvérekkel közös tulajdonában álló, a domonyvölgyi strandot üzemeltető D-Beach Kft. ügyvezetője.  2021 óta a Mátra Mind Kft ügyvezetője. 

### Sportszervezői pályafutása
Gyermekkora óta síel. 1995-ben lett a Magyar Sí Szövetség elnökségi tagja és médiareferense. 1997-től a Marathon Sport Klub mountain bike szakosztályának túravezetője, majd 2001-től a Magyar Marathon Klub 8M-OD vitorlásversenyzője. 2010-ben a Magyar Síakadémia Egyesület elnöke lett. 2012 júliusától a Kékes Kutató-Mentő Alapítvány kuratóriumának elnöke.

## Családi háttere
2008–2012 között felesége Dinya Anikó. Gyermekük Tamara Eszter (2009). Egy korábbi kapcsolatából született gyermeke Klausmann-Brandtner Dominik (2006). Győri Nikolettával közös gyermekük 2022-ben született, Klausmann Ármin.

## Műsorai
- Ablak (1990-1993)
- A reggel (1991-1993)
- Napraforgó (1992-1994)
- Szerencsekerék (1993-2001, 2011-2012)
- Tízórai (1995-1997)
- Jogoskodó (1995-1997)
- Izomláz (1995-1997)
- Szerencsepercek (1997-1998)
- Jó reggelt (1997-1998)
- Lottóshow (1997-1999)
- Kifutó (1998-1999)
- Milliót Vagy Semmit (2000)
- Skandináv lottó (2000-2012)
- Tudakozó – Echo TV (2017-)

## Külső hivatkozások
- Klausmann Viktor hivatalos honlapja
- Sztárlexikon
- Klausmann Viktor az IMDb-n
- Műsorvezető adatbázis
- NLC.hu
- Síakadémia.hu
- A Kékes Kutató-Mentő Alapítvány honlapja